# 塞迈兹莱班
塞迈兹莱班（法語：Sermaize-les-Bains，法語發音：[sɛʁmɛz le bɛ̃]）是法国马恩省的一个市镇，位于该省东南部，属于维特里勒弗朗索瓦区。

## 地理
塞迈兹莱班（48°47'1"N, 4°54'41"E）面积17.69 平方千米，位于法国大東部大區马恩省，该省份为法国东北部内陆省份，北起阿登省，西北接埃纳省，西南接塞纳-马恩省，南至奥布省，东南接上马恩省，东临默兹省。
与塞迈兹莱班接壤的市镇（或旧市镇、城区）包括：勒梅讷库尔、昂代尔奈、孔特里松、莫涅维尔、阿利扬塞勒、舍米农、埃尔斯勒莫吕、索河畔帕尔尼。

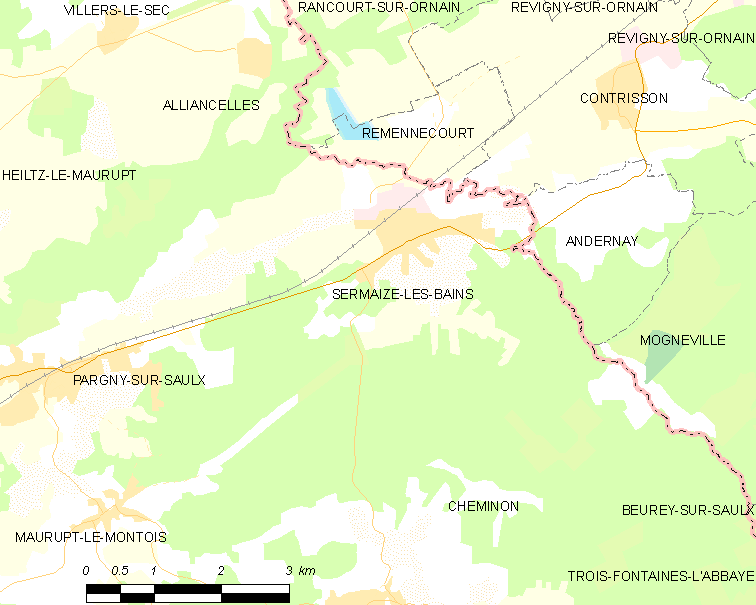
塞迈兹莱班的OSM定位图

塞迈兹莱班的时区为UTC+01:00、UTC+02:00（夏令时）。

## 行政
塞迈兹莱班的邮政编码为51250，INSEE市镇编码为51531。

## 政治
塞迈兹莱班所属的省级选区为塞迈兹莱班县。

## 人口

1962-2008年间塞迈兹莱班人口变化图示

塞迈兹莱班于2022年1月1日时的人口数量为1752人。